# Antonówka (Brwilno)
Antonówka – część wsi Brwilno w Polsce położona w województwie mazowieckim, w powiecie płockim, w gminie Stara Biała. 
W Antonówce jest zaprojektowany przez architekta Stefana Szyllera zespół budynków Domu Wypoczynkowego Płockiego Seminarium Duchownego, wybudowany w latach 1926-1927. Fundatorem budynku był arcybiskup Antoni Julian Nowowiejski. Od jego imienia wzięła się właśnie nazwa miejsca. Miejsce to przeznaczone było na ośrodek wypoczynkowy kleryków płockiego seminarium duchownego. W czasie wojny budynek przejęli Niemcy, urządzając w nim specjalny ośrodek prowadzący szkolenia w zakresie walki z partyzanami. W tym czasie budowla przeszła szereg modernizacji- wybudowano kominy, piece, kanalizację (wcześniej był to budynek wyłącznie sezonowy). Po wojnie znajdował się w nim Dom Pomocy Społecznej.
W latach 1975–1998 część wsi należała administracyjnie do województwa płockiego.